# Rhaphidostegium
Rhaphidostegium là một chi rêu trong họ Sematophyllaceae.